# Geoffrey R. Ball
Geoffrey R. Ball (* 1964) ist ein US-amerikanischer Physiologe (Schwerpunkt Biomechanik) und Erfinder.
Nach dem Physiologie Studium an der University of Oregon und einem System-Management-Studium an der University of Southern California war er Mitbegründer der Symphonix Devices Inc., einer Firma, die Vorreiter bei der Entwicklung von Mittelohrimplantaten war und die Vibrant Soundbridge auf den Markt brachte. Seit 2003 ist Ball technischer Leiter (CTO) bei VIBRANT MED-EL in Innsbruck (Österreich).

## Leben
Geoffrey Ball litt nach schwerem Fieber in seiner Kindheit, an einer Schallempfindungsschwerhörigkeit. Diese war im Laufe der Zeit mit konventionellen Hörgeräten nicht mehr korrigierbar. Auf der Suche nach einer Alternative erhielt er als Jugendlicher immer wieder die Information, dass sich aktive Mittelohrimplantate erst im Entwicklungsstadium befinden.
Nach seinem Biomedizin Studium arbeitete Ball für viele Jahre im Bereich der Gehörforschung, mit Schwerpunkt Mittelohrstrukturen. Ergebnis dieser Arbeiten war die Entwicklung des Floating Mass Transducers (FMT), eines winzigen elektromechanischen Wandlers, der geeignet war, Vibrationen an die Gehörknöchelchen weiterzugeben. Aufbauend auf dem FMT entwickelte Ball die Vibrant Soundbridge, ein Mittelohrimplantat, das aus einem implantierbaren Teil (VORP – Vibrating Ossicular Prosthesis) mit dem FMT und einem extern getragenen Audioprozessor besteht. Geoffrey Ball war dann selbst einer der ersten Patienten, die mit der Vibrant Soundbridge implantiert wurden. Heute trägt er das Implantat auf beiden Seiten. Inzwischen tragen mehrere tausend Menschen dieses Implantat.
Seit 2003 lebt Geoffrey Ball in der Nähe von Innsbruck in Tirol (Österreich).
Im Dezember 2011 erschien die Autobiografie von Geoffrey R. Ball unter dem Titel „... und ich höre doch! Ein technologisches Abenteuer zwischen Silicon Valley und den Alpen“ im österreichischen Haymon Verlag.

## Patente
Geoffrey Ball hat mehr als 80 US-amerikanische und internationale Patente eingetragen, vorwiegend im Bereich Hörimplantate, Neurostimulation und anderen medizinischen Geräten.

## Auszeichnungen
- 1998 Silicon Valley Inventor of the Year
- 1999 Engineer of the Year
- 2001 Politzer Society Prize for RTF paper
- 2002 2nd Annunzio Award in Science and Medicine